# 옐비라 나비울리나

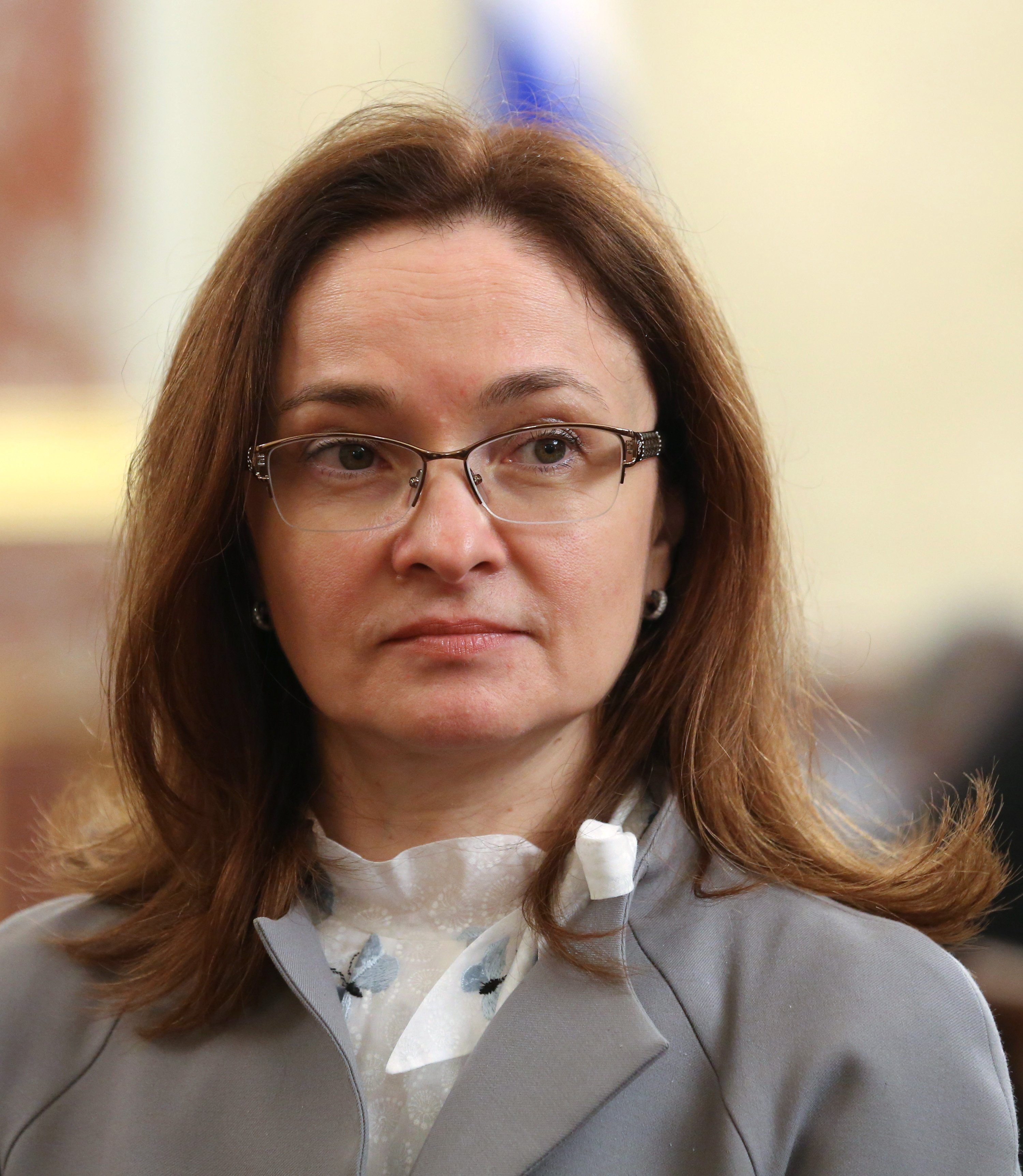
옐비라 나비울리나

옐비라 사히프자도브나 나비울리나(러시아어: Эльви́ра Сахипза́довна Набиу́ллина, 타타르어: Эльвира Сәхипзадә кызы Нәбиуллина 엘비라 새히프자대크즈 내비울리나, 1963년 10월 29일 ~ )는 러시아의 경제학자이자 정치인이다. 2007년부터 2012년 5월까지 러시아의 경제발전무역부 장관, 2012년 5월부터 2013년까지 블라디미르 푸틴 대통령의 경제참모를 거쳐 그 해 6월부터 러시아 중앙은행 총재를 맡고 있다. 바시코르토스탄 공화국 우파 출신의 타타르인이다.

## 생애

### 생애 초기
모스크바 국립 대학교 경제학부에 재학 중이던 1985년에 소련 공산당에 가입했고 1986년에 대학을 졸업했다. 이후 모스크바 국립 대학교 경제학부 조교수였던 야로슬라프 쿠즈미노프와 결혼했다.
| 전임 게르만 그레프 | 러시아 경제발전무역장관 2007년-2012년 | 후임 안드레이 벨로우소프 |

| 전임 세르게이 이그나티예프 | 러시아 중앙은행 총재 2013년-현재 | 후임 (현직) |